# Microregione di Cacoal
Cacoal è una microregione dello Stato della Rondônia in Brasile, appartenente alla mesoregione di Leste Rondoniense.

## Comuni
Comprende 10 comuni:
- Alta Floresta d'Oeste
- Alto Alegre dos Parecis
- Castanheiras
- Cacoal
- Espigão d'Oeste
- Ministro Andreazza
- Novo Horizonte do Oeste
- Rolim de Moura
- Santa Luzia d'Oeste